# دوغلاس فيكرز
دوغلاس فيكرز (بالإنجليزية: Douglas Vickers)‏ هو سياسي بريطاني (وحمل سابقاً جنسية المملكة المتحدة لبريطانيا العظمى وأيرلندا)، ولد في 1861، وتوفي في 1937. حزبياً، نشط في حزب المحافظين. في الانتخابات العمومية البريطانية 1918 ‏، انتخب عضو برلمان المملكة المتحدة الـ31 عن دائرة شيفيلد هالام (14 ديسمبر 1918 – 26 أكتوبر 1922).